# 张延 (汉朝)
张延（2世紀—186年），字公威，河内郡修武縣（今河南省武陟县）人，东汉时期的大臣，是汉桓帝时期的司徒张歆之子。
张延初任太仆。汉灵帝中平二年（185年）五月，太尉邓盛卸任，太仆张延被任命为太尉。中平三年（186年）张延因病卸任，车骑将军张温为太尉。十月，张延因为被宦官诬陷，被捕入狱而死。有子張範、張承。